# رسانه خبری

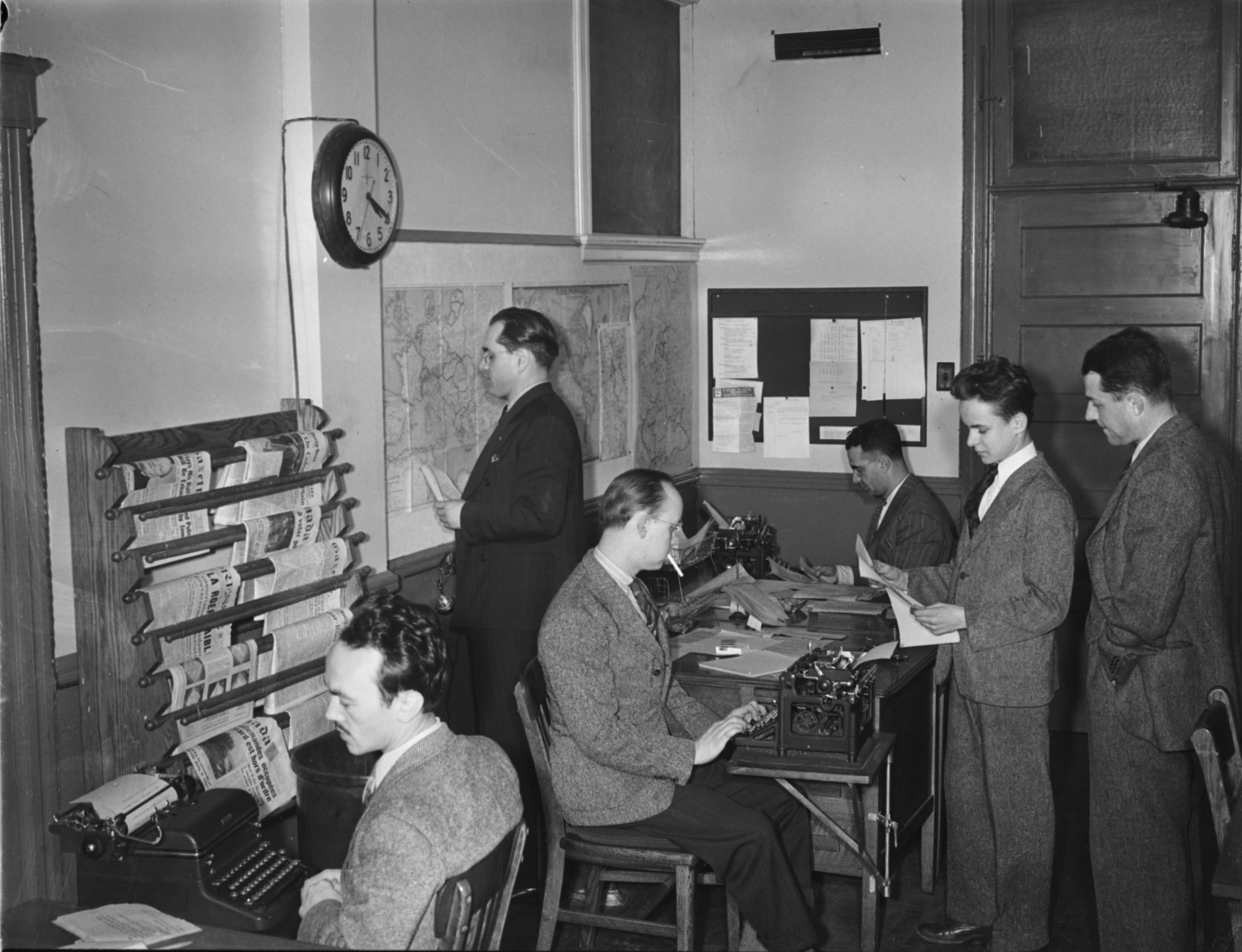
خبرنگاران CBC در مونترال

رسانه‌های خبری یا مطبوعات عناصری از مجموعه رسانه‌های جمعی هستند که هدف آن‌ها ارائه اخبار به عموم مردم یا جامعه هدف از مردم می‌باشد. این موارد شامل: رسانه‌های چاپی (روزنامه، مجله‌های خبری)، اخبار پخش همگانی (رادیو و تلویزیون) و اخیراً اینترنت (روزنامه‌های آنلاین، وبلاگ‌های خبری، و غیره).

## پخش همگانی (رادیو و تلویزیون)
این رسانه‌ها با پخش سیگنال‌های صوتی و ویدئویی (برنامه‌ها) برای شماری از دریافت کنندگان (اعم از "شنوندگان" یا "بینندگان") که متعلق به یک گروه بزرگ هستند تولید محتوا می‌کنند.

## روزنامه
روزنامه یک نشریه بسیار سبک‌وزن و یکبار مصرف (و به‌طور خاص، نشریه ادواری) است، و معمولاً بر روی کاغذهای کم هزینه به نام کاغذ روزنامه چاپ می‌شود.